# Calocarides vigila
Calocarides vigila är en kräftdjursart som beskrevs av Sakai 1992. Calocarides vigila ingår i släktet Calocarides och familjen Axiidae. Inga underarter finns listade i Catalogue of Life.